# Campionato svizzero di calcio a 5 2006-2007
Il Campionato svizzero di calcio a 5 2006-2007 è stato il terzo Campionato svizzero di calcio a 5, disputato durante la stagione 2006/2007. La prima fase si è composta di due gironi da 9 squadre ciascuno, che hanno designato le quattro partecipanti ai playoff incrociati giocati il 25 febbraio 2007. La vittoria finale è stata ad appannaggio del Uni Futsal Team Bulle al terzo titolo nazionale.

## Girone A
| Pos | Squadra               | Pti | G | V | N | P | GF  | GS  |
| --- | --------------------- | --- | - | - | - | - | --- | --- |
| 1   | Futsal UNI Bern       | 19  | 8 | 6 | 1 | 1 | 69  | 22  |
| 2   | Uni Futsal Team Bulle | 16  | 8 | 5 | 1 | 2 | 155 | 24  |
| 3   | Cosmos Genève         | 16  | 8 | 4 | 4 | 0 | 123 | 33  |
| 4   | Lausanne F.C.         | 15  | 8 | 5 | 0 | 3 | 94  | 23  |
| 5   | Peseux Comète         | 13  | 8 | 4 | 1 | 3 | 103 | 32  |
| 6   | NK Tomislavgrad Bern  | 10  | 8 | 3 | 1 | 4 | 95  | 59  |
| 7   | Black Stars Basel     | 8   | 8 | 2 | 2 | 4 | 63  | 68  |
| 8   | Porrentruy            | 6   | 8 | 2 | 0 | 6 | 56  | 42  |
| 9   | 1024 Futsal Ecublens  | 0   | 8 | 0 | 0 | 8 | 22  | 477 |

|  | Play-Off |

## Girone B
| Pos | Squadra                  | Pti | G | V | N | P | GF | GS |
| --- | ------------------------ | --- | - | - | - | - | -- | -- |
| 1   | Futsal Team Schaffhausen | 24  | 8 | 8 | 0 | 0 | 70 | 20 |
| 2   | FC Seefeld Zürich        | 18  | 8 | 6 | 0 | 2 | 75 | 52 |
| 3   | SPVGG Züri 86            | 16  | 8 | 5 | 1 | 2 | 63 | 47 |
| 4   | Italia5 Winterthur       | 13  | 8 | 4 | 1 | 3 | 59 | 53 |
| 5   | Benfica Rorschach        | 12  | 8 | 4 | 0 | 4 | 65 | 51 |
| 6   | Union 7 F.C. Zürich      | 10  | 8 | 3 | 1 | 4 | 74 | 74 |
| 7   | Dinamo Möhlin            | 7   | 8 | 2 | 1 | 5 | 42 | 50 |
| 8   | Maria da Fonte Zürich    | 4   | 8 | 1 | 1 | 6 | 48 | 97 |
| 9   | Swiss United Zürich      | 1   | 8 | 0 | 1 | 7 | 34 | 86 |

|  | Play-Off |

## Playoff

### Semifinali
| 25 febbraio 2007 | Futsal UNI Bern | 7 – 9 | FC Seefeld Zürich |  |

| 25 febbraio 2007 | Futsal Team Schaffhausen | 5 – 6 | Uni Futsal Team Bulle |  |

### Finale 3º-4º posto
| 25 febbraio 2007 | Futsal UNI Bern | 6 – 9 | Futsal Team Schaffhausen |  |

### Finale
| 25 febbraio 2007 | FC Seefeld Zürich | 4 – 9 | Uni Futsal Team Bulle |  |